# Кафтановські
Кафтановські (пол. Kaftanowski, рос. Кафтановские) — український шляхетський, старшинський, пізніше дворянський рід.

## Походження
Нащадки Данила Кафтановського, хорунжого Понорницької сотні Чернігівського полку (1706).

## Опис герба
В блакитному полі птиця з кільцем у дзьоб.
Щит увінчаний дворянським шоломом і короною. Намет на щиті блакитний підкладений сріблом. Нашоломник: п'ять страусиних пір'їв.